# Edwardsina confinis
Edwardsina confinis är en tvåvingeart som beskrevs av Tonnoir 1924. Edwardsina confinis ingår i släktet Edwardsina och familjen Blephariceridae. Inga underarter finns listade i Catalogue of Life.